# Wola Zaradzyńska Nowa
Wola Zaradzyńska Nowa (dawn. Nowa Wola Zaradzyńska, Nowa Wola) – dawna część miasta Pabianice w województwie łódzkim, w powiecie pabianickim, do 1987 samodzielna miejscowość. Leży na południowo-schodnich rubieżach miasta, wzdłuż ulicy Nowowolskiej; graniczy ze wsią Wola Zaradzyńska.

## Historia
Dawniej samodzielna miejscowość. Od 1867 w gminie Widzew w powiecie łaskim. W okresie międzywojennym należały do w woj. łódzkim. W 1921 roku liczba mieszkańców wynosiła 164. 2 października 1933 utworzono gromadę Nowa Wola Zaradzyńska w granicach gminy Widzew, składającą się ze wsi Nowa Wola Zaradzyńska, wsi Góry Wolskie i młyna Syreczyn. Podczas II wojny światowej włączona do III Rzeszy.
Po wojnie Nowa Wola Zaradzyńska powróciła do powiatu łaskiego w woj. łódzkim jako jedna z 9 gromad gminy Widzew. 21 września 1953 gminę Widzew przemianowano na Ksawerów. W związku z reorganizacją administracji wiejskiej jesienią 1954, Nowa Wola Zaradzyńska weszła w skład nowej gromady Ksawerów. 1 stycznia 1959 gromadę Ksawerów włączono do powiatu łódzkiego w tymże województwie. W 1971 roku ludność wsi wynosiła 239.
Od 1 stycznia 1973 w reaktywowanej gminie Ksawerów, tym razem w powiecie łódzkim. 2 lipca 1976 gminę Ksawerów zniesiono, a Nową Wolę włączono do gminy Pabianice. W latach 1975–1987 miejscowość należała administracyjnie do województwa łódzkiego.
1 stycznia 1988 Nową Wolę Zaradzyńską (150,21 ha) włączono do Pabianic. Nazwa Nowa Wola została zniesiona z 1 stycznia 2007.